# Michael McCaul
Michael Thomas McCaul, Sr. (ur. 14 stycznia 1962) – amerykański polityk, członek Partii Republikańskiej i kongresman ze stanu Teksas (od roku 2005).